# Drápatka vodní
Drápatka vodní (Xenopus laevis) je druh bezjazyčné vodní žáby z Afriky. České rodové jméno vychází z toho, že žába má na zadních nohou tmavé zahnuté drápky; druhové jméno vychází z toho, že žije výhradně ve vodě.
V minulosti byly užívány národní názvy drápatka africká, drápatka hladká, pipa drápkatá a žába drápkatá.

## Rozšíření

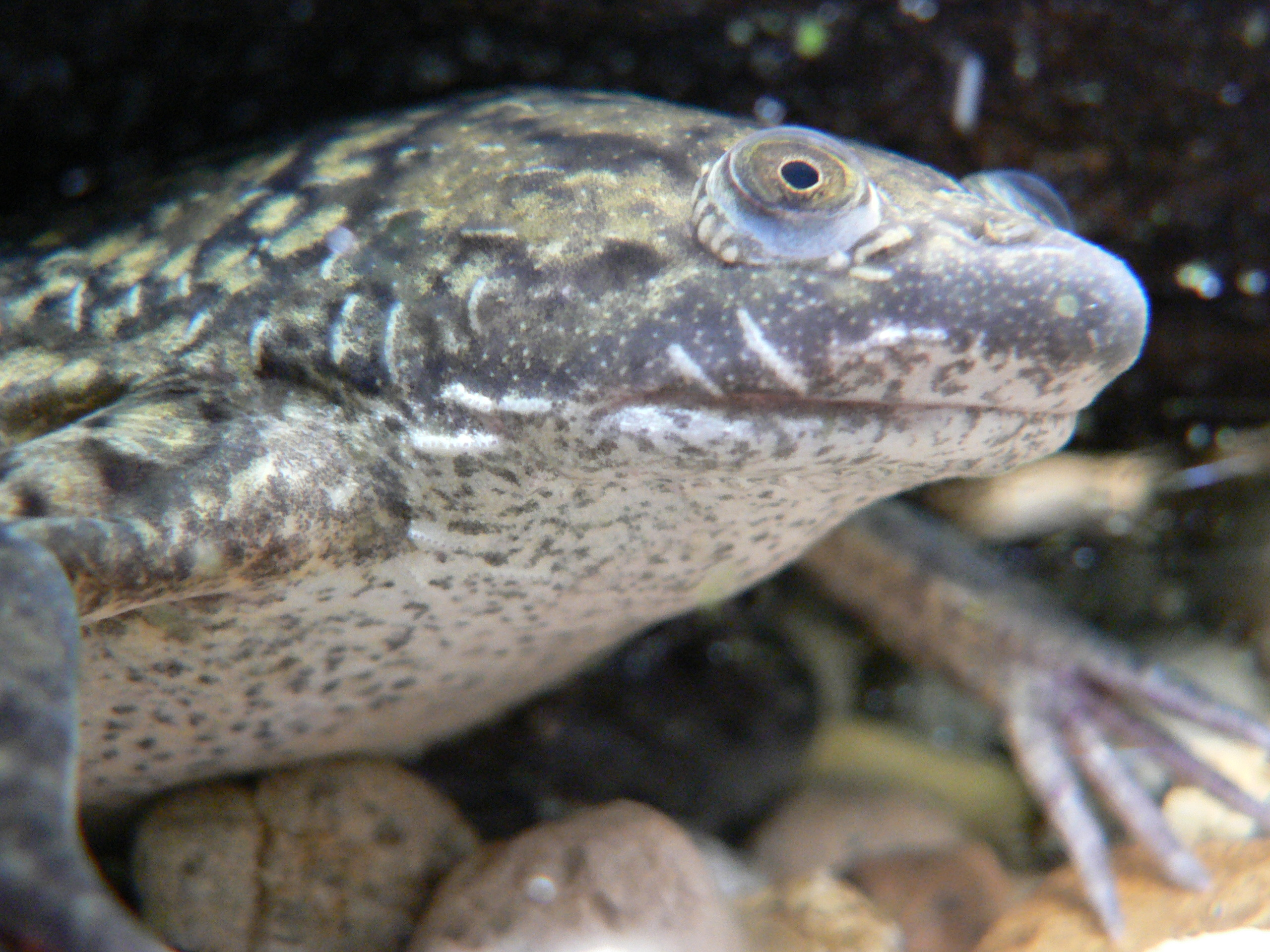
Detail hlavy drápatky vodní

Přirozený areál je v Africe okolo rovníku (nejseverněji patrně ve Středoafrické republice) a ve zbytku Afriky na jih od rovníku (nejjižněji v JAR). Žije i na jiných místech světa, kam byla zavlečena. Vyskytuje se v USA, Mexiku, Chile, Indonésii, na jihu Walesu a byla také spatřena ve Francii a na Jávě. Patří k invazním druhům. V přírodě České republiky zatím zaznamneána nebyla, ale od 2. srpna 2024 má chovatel povinnost registrovat se.

## Vzhled
Samice dorůstá délky 10 až 15 cm a hmotnosti až 200 gramů, samec bývá asi o třetinu menší. Tvar těla je přizpůsoben výlučně vodnímu životu, zadní nohy jsou posunuty za tělo. Zbarvení hřbetní strany se pohybuje od olivově zelené po tmavě hnědou, s nepravidelnými tmavými skvrnami (mramorování). Břicho je světlé, krémově bílé se žlutým nádechem. Samec má tmavší vnitřní stranu předních končetin, v době pohlavní aktivity až černou. Tmavé plošky na předních končetinách (tzv. pářicí mozoly) slouží k uchycení samičky v pánevní oblasti při páření (tzv. amplexus). Samici lze rozpoznat podle výrazných kloakálních valů viditelných jako malá trubička mezi zadníma nohama. Drápatka vodní nemá jazyk (stejně jako všechny žáby z čeledi pipovitých) a nemá oční víčka. Malé přední nohy mají čtyři prsty bez plovací blány. Zadní nohy, sloužící k plavání, jsou mohutně vyvinuty a je na nich pět prstů opatřených plovací blánou. Na třech vnitřních prstech zadních nohou jsou černé drápky. Na bocích mají žáby zvláštní světlé útvary připomínající stehy. Obsahují smyslový orgán, který je schopný rozeznávat vibrace ve vodě a umožňuje drápatce objevit kořist nebo predátora i v kalné vodě.
Vyskytují se i albinotické formy zbarvení, zejména u jedinců chovaných v zajetí. Žáby jsou do značné míry schopné měnit intenzitu zbarvení podle tmavého či světlého podkladu, na kterém jsou chovány.

## Způsob života
Drápatka je výlučně vodní žába. Většinu času tráví pod vodou, k hladině plave nadechnout se. Obývá stojaté vody od velkých vodních ploch až po malé tůně, někdy mírně tekoucí vody. Pokud vodní nádrž nebo tok vyschne, zahrabe se a přežívá ve stavu strnulosti. Je-li k tomu donucena, může migrovat po souši. Dokáže plavat velice rychle. Pravidelně svléká kůži a tu pak požírá.

### Potrava, predace
V přirozeném prostředí je potravou drápatky vodní hmyz a další drobní bezobratlí (např. drobní korýši), také drobní obojživelníci. Žába je však schopna ulovit i malou rybu, zejména samice bývají velice dravé. Predátorem je například vydra skvrnitá nebo krokodýl.

### Rozmnožování

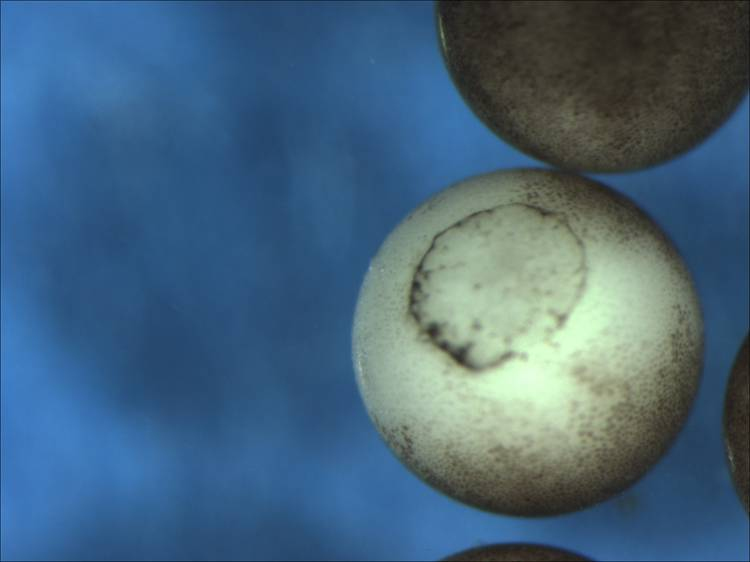
Vajíčko drápatky vodní

Ve své domovině se drápatky páří během deštivých měsíců. Přestože nemají vokální vak (na rozdíl od většiny žab), samci při námluvách skřehotají. Střídají dlouhé a krátké tóny stahováním vnitřních hrtanových svalů. Samice odpovídají zvukem zřídka. Ochotu k páření signalizují rychlým kuňkáním, odmítnutí signalizují pomalým kuňkáním.
Samice během páření vyloučí do vody 500 až 2000 vajíček a samec je průběžně oplodňuje. Pulci se líhnou po dvou až třech dnech. Proměna pulců v malé žabky nastává po pěti až sedmi týdnech. (Garvey pro volně žijící žáby uvádí po šesti až osmi týdnech.) Pohlavní dospělosti žáby dosáhnou přibližně po jednom roce. Samice rostou rychleji. Obvyklá délka života se pohybuje mezi 5 a 15 lety. V zajetí se někteří jedinci dožili údajně více než 20 let. Garvey uvádí, že volně žijící žáby mohou dosáhnout věkuu 15 až 16 let a že o chovaných žábách je známo, že žijí až 20 let.

## Využití ve vědě
V laboratorních podmínkách jsou dospělci chováni v plastových kontejnerech s vodou, přičemž optimální teplota vody pro dospělce je 16–20 °C. Používá se dvanáctihodinový světelný rytmus (možnost získání embryí nezávisle na ročním období). Krmení se provádí dvakrát týdně směsí hovězího srdce nebo jater, želatiny a vitamínů.
Drápatka vodní nemá krátký životní cyklus a genetickou jednoduchost, což je obecně požadováno u modelových organismů v genetickém výzkumu. Přesto je důležitým modelovým organismem ve vývojové biologii. Drápatka vodní dosahuje pohlavní dospělosti po jednom roce a (jako většina zástupců rodu Xenopus) je tetraploidní. Na druhou stranu má velká a snadno manipulovatelná embrya. Roger Wolcott Sperry použil drápatky vodní pro své slavné experimenty studující vývoj zrakového systému. Vajíčka drápatek poskytují dobrý prostředek k vyjádření účelu dané DNA, což se využívá v molekulární biologii. Vložením DNA nebo mRNA do vajíčka nebo vyvíjejícího se embrya mohou vědci studovat tvorbu proteinů v uzavřené kontrolované soustavě. To umožňuje rychlé vyjádření manipulované DNA (nebo mRNA).

### Těhotenské testy
Předtím, než byly vynalezeny moderní těhotenské testy, byly k prokázání těhotenství využívány drápatky vodní. Byl to způsob rozšířený zejména ve 30. až 60. letech 20. století. Test se prováděl tak, že se moč ženy vstříkla do žáby. Pokud byla žena těhotná, hormony v její moči podnítily ovulaci a žába začala během několika hodin klást vajíčka. Je to reakce na hormon gonadotropin, který se ve velkém množství nachází v krvi a moči těhotných žen.

## Chov v domácích podmínkách

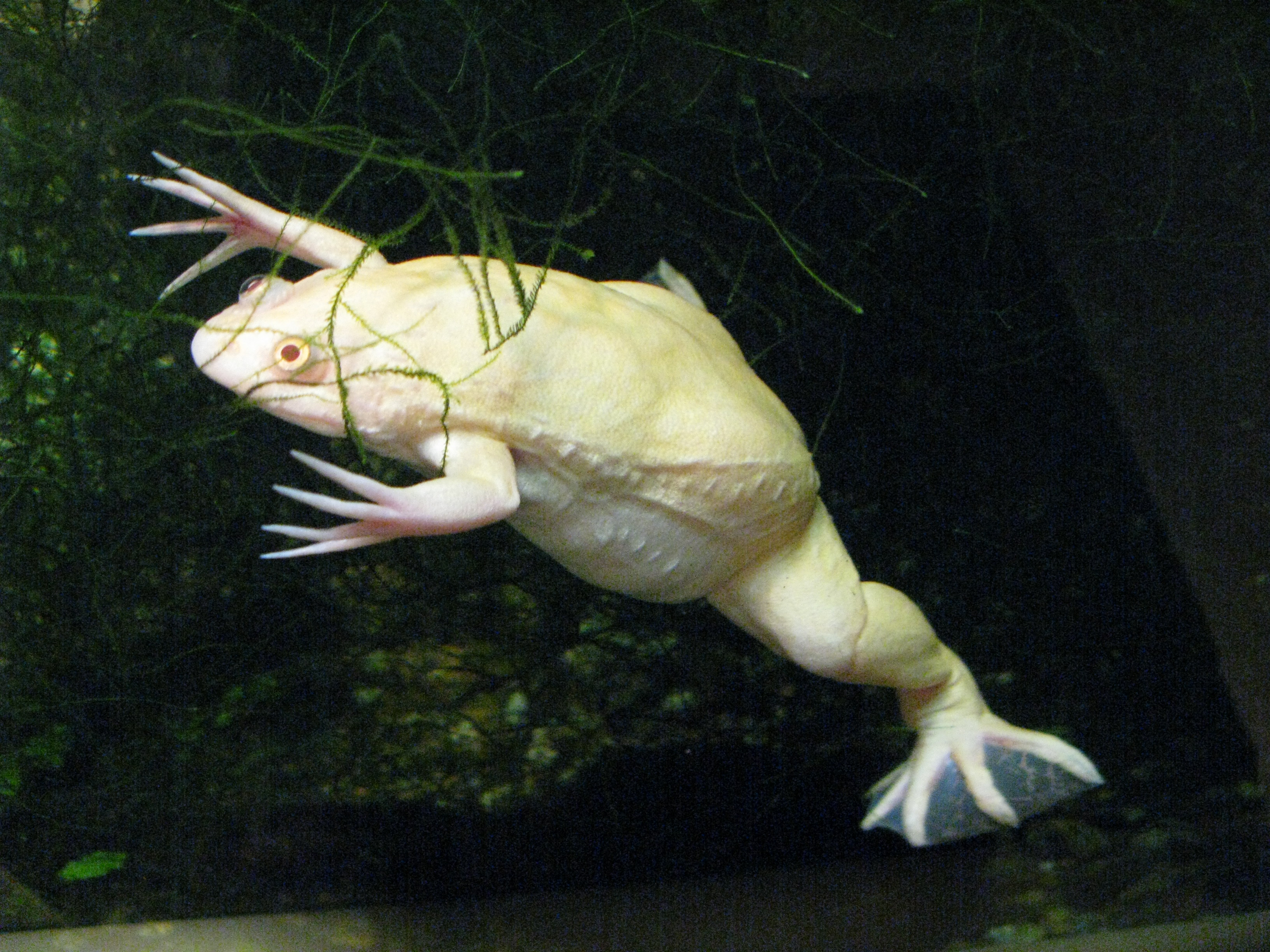
Albinotická forma drápatky vodní

Tyto žáby jsou na chov nenáročné. K chovu páru žab postačí akvárium o objemu 40 litrů. Nemusí mít žádné zařízení, takovéto „holé“ akvárium lze snadněji udržovat. Souš také není třeba, drápatky ji vůbec nevyužívají. Teplota vody by se měla pohybovat okolo 20 až 25 °C, ale žáby mohou žít i v chladnější i v teplejší vodě. Drápatky není vhodné chovat společně s akvarijními rybami, protože dříve nebo později by se ryby pravděpodobně staly žabí potravou. Ze stejného důvodu by společně chované žáby měly mít přibližně stejnou velikost. Jako krmivo se používají komáří larvy, rybky, žížaly a podobně – podle velikosti žab. Občas se dá přikrmovat i syrovým libovým masem. Nejuniverzálnějším krmivem jsou mražené larvy pakomárů, dostupné v obchodech se zvířaty. (Kubačka a Steček uvádějí hovězí játra a vitamínovou směs.)
Páření v akváriu lze stimulovat čerstvou teplou vodou po několika chladných týdnech. Vajíčka je třeba od rodičů oddělit, protože je žáby rády požírají. Pulci se živí jemnou potravou (kopřivový prášek, kvasnice).

## Problémy se zavlečením
Je možné, že drápatky souvisejí s úbytkem početnosti některých druhů žab. Na místa, kam byly drápatky člověkem zavlečeny, s sebou přinesly onemocnění zvané chytridiomykóza, jehož původcem je houba Batrachochytrium dendrobatidis. Samotné drápatky jsou proti němu odolné, ale ostatní druhy žab v zasažených ekosystémech toto onemocnění postihlo. V roce 2007 drápatky vodní pronikly do vodní nádrže v San Francisku.

### Audio
- Meteor o naklonované ovci, největším kráteru a házení žabek. In: Český rozhlas [online]. 22. února 2025 [cit. 22. 2. 2025]. Dostupné z: https://dvojka.rozhlas.cz/meteor-o-naklonovane-ovci-nejvetsim-krateru-a-hazeni-zabek-9417716